# حسین عیاری
حسین عیاری (عربی: حسين عياري؛ زادهٔ ۴ ژوئیهٔ ۱۹۸۵) کشتی‌گیر اهل تونس است.
وی در وزن ۹۶ کیلوگرم کشتی فرنگی بازی‌های المپیک تابستانی ۲۰۱۲ شرکت کرده است.